# متی نیوتن
متیو «متی» نیوتن (به انگلیسی: Matthew "Matty" Newton) خواننده و ترانه‌سرای استرالیایی است.